# Tore Segelcke
Tore Segelcke (23 de abril de 1901 – 22 de septiembre de 1979) fue una actriz teatral y cinematográfica noruega.

## Biografía
Su verdadero nombre era Tore Dyveke Løkkeberg, y nació en Tønsberg, Noruega, siendo sus padres Georg Løkkeberg (1872–1951) y Hulda Marie Hansen (1878–1941). Era hermana mayor del también actor Georg Løkkeberg (1909–1986). Debutó en 1921 con una gira con el Det norske teatret, en el cual trabajó hasta 1924. Llegó su gran oportunidad cuando pasó al Det Frie Teater, ingresando después en el Den Nationale Scene. En 1928 llegó al Teatro nacional de Oslo, donde estuvo hasta 1972, salvo un período de dos años (1933-35) en el Det Nye Teater. Fue una de las principales artistas del Teatro nacional, como intérprete tanto de teatro clásico como de teatro moderno. En total, a lo largo de su trayectoria en el Teatro nacional interpretó unos 104 papeles. 
En mayo de 1941, a ella y a otros cinco actores se les negó el permiso para trabajar, iniciando ella una huelga que fue una de las primeras resistencias organizadas ante el nuevo régimen nazi en Noruega. En 1944 fue representante teatral del movimiento noruego de resistencia Hjemmefronten.
Segelcke creó en la década de 1950 su propio Teater Individuell. En 1954 recorrió varias ciudades europeas con su «One Woman Show», en el cual interpretaba extractos de Bergliot (de Bjørnstjerne Bjørnson), Medea (de Jean Anouilh) y Din stemme (de Jean Cocteau). Tuvo un gran éxito, y viajó también a los Estados Unidos en 1956 y 1958.
Por su trayectoria artística, en 1972 recibió el nombramiento como Comendadora de la Orden de San Olaf.
Tore Segelcke falleció en Oslo en el año 1979, siendo enterrada en dicha ciudad. Entre 1927 y 1942 estuvo casada con el actor Lasse Segelcke (1898–1942), hijo del pintor Severin Segelcke. En 1945 se casó con el médico Anton Raabe (1889–1959), hijo del filólogo Jens Raabe.  

## Filmografía (selección)
- 1922 : Farende folk
- 1931 : Den store barnedåpen
- 1934 : Syndere i sommersol
- 1976 : Cara a cara (película de 1976)